# Bataille de Falun
Pour un article plus général, voir Guerre suédoise de libération.
Guerre suédoise de libération
Batailles
- Bataille de Falun (5 février 1521)
- Bataille de Brunnbäck Ferry (avril 1521)
- Bataille de Västerås (29 avril 1521)
- Conquête d'Uppsala (18 mai 1521)
- Conquête de Kalmar (27 mai 1523)
- Conquête de Stockholm (16 et 17 juin 1523)

La bataille de Falun est la première bataille menée par les rebelles suédois lors de la Guerre suédoise de libération. Elle survient le 5 février 1521 alors que Gustave Vasa venait à peine d'unir les paysans de Dalécarlie face au roi de l'union de Kalmar Christian II de Danemark